# Svenska familjevärnet
Befolkningsförbundet Svenska familjevärnet var en svensk organisation med syfte att "ideologiskt och socialpolitiskt motverka nativitetens oroväckande sänkning i landet"
Organisationen bildades 1941 under namnet Riksförbundet Svenska familjevärnet och flera lokalavdelningar kom att bildas i olika städer. Namnet antog Befolkningsförbundet Svenska familjevärnet 1942. Bland grundarna fanns Per Johannes och Henning Fahlström. Johannes ansåg att organisationens målsättning att öka nativiteten skulle uppnås genom att "återupprätta kvinnas storhet som maka och moder". Ordförande var statistikern Sten Wahlund och sekreterare statistikern Hannes Hyrenius. Åren 1941–1948 utgavs medlemsbladet Svenska familjevärnet, vilket ändrade namn till Social aspekt 1949, varefter organisationen förefaller ha gått i graven.  
Organisationer av denna typ tillkom även i Finland i form av Befolkningsförbundet Väestöliitto och Svenska befolkningsförbundet i Finland. 